# Isidor Singer
Isidor Singer (později Isidore Singer, 10. listopadu 1859 Hranice, Morava – 20. února 1939 New York) byl rakousko-americký židovský spisovatel, lexikograf a encyklopedista původem z Moravy.

## Život
Isidor Singer studoval v letech 1872 až 1882 na Vídeňské univerzitě, údaje o jeho promoci nejsou známy. Současně s tím studoval ve Vídni v rabínském semináři, a zřejmě také v Berlíně.
V letech 1885/86 publikoval časopis Allgemeine Oesterreichische Literaturzeitung a pracoval jako tajemník francouzského vyslance ve Vídni, s nímž roku 1887 odešel do Paříže, kde pracoval na tiskovém oddělení rakouského ministerstva zahraničí.
Singer se brzy angažoval proti antisemitismu a v letech 1893/94 na toto téma vydával časopis La Vraie Parole, v němž hájil Alfreda Dreyfuse.
V roce 1895 odešel do New Yorku. Zde sebral dostatek peněz k založení a realizaci Židovské encyklopedie (Jewish Encyclopedia), kterou vydal v letech 1901 až 1906 ve dvanácti svazcích. Z mnoha svých dalších encyklopedických plánů jich však realizoval jen nemnoho, jako např. International Insurance Encyclopedia z roku 1909.

## Spisy a publikace
- Berlin, Wien und der Antisemitismus. 1882.
- Presse und Judenthum. 1882.
- Sollen die Juden Christen Werden? 1884.
  - Sollen die Juden Christen werden? 2. vydání. Wien: Frank, 1884. Dostupné online.
- Briefe berühmter christlicher Zeitgenossen über die Judenfrage, Wien: Frank, 1885.
- Die Beiden Elektren – Humanistische Bildung und der Klassische Unterricht. 1884.
- Auf dem Grabe Meiner Mutter. 1888.
- Le Prestige de la France. 1889.
- La Question Juive. 1893.
- Anarchie et Antisémitisme. 1894.
- Der Juden Kampf ums Recht. 1902.